# Liège-Bastogne-Liège 1956
La 42e édition de Liège-Bastogne-Liège a eu lieu le 6 mai 1956 et a été remportée par le Belge Alfred De Bruyne plus connu sous le nom de Fred De Bruyne.
155 coureurs étaient au départ. 56 rejoignent l'arrivée.

## Classement
| n° | Coureur               | Équipe             | Temps           |
| -- | --------------------- | ------------------ | --------------- |
| 1  | Alfred De Bruyne      | Mercier-BP         | 7 h 03 min 45 s |
| 2  | Richard Van Genechten | Elvé-Peugeot       | m.t.            |
| 3  | Alex Close            | Elvé-Peugeot       | à 1 min 16 s    |
| 4  | André Vlayen          | Elvé-Peugeot       | à 1 min 44 s    |
| 5  | Rik Van Looy          | Faema-Van Hauwaert | m.t.            |
| 6  | Désiré Keteleer       | Faema-Van Hauwaert | m.t.            |
| 7  | Pino Cerami           | Elvé-Peugeot       | m.t.            |
| 8  | Jean Vliegen          | Libertas-Huret     | m.t.            |
| 9  | Jean Forestier        | Follis-Dunlop      | m.t.            |
| 10 | Wim van Est           | Locomotief         | m.t.            |